# EQTN
EQTN‏ (Equatorin) هوَ بروتين يُشَفر بواسطة جين EQTN في الإنسان.